# Pardosa oksalai
Pardosa oksalai är en spindelart som beskrevs av Marusik, Hippa och Koponen 1996. Pardosa oksalai ingår i släktet Pardosa och familjen vargspindlar. Inga underarter finns listade i Catalogue of Life.